# STC Hirschberg
STC Hirschberg was een Duitse voetbalclub uit Hirschberg im Riesengebirge, dat tegenwoordig de Poolse stad Jelenia Góra is.

## Geschiedenis
De club werd in 1919 opgericht als Hirschberger SV 1919. De club promoveerde in 1924 naar de Opper-Lausitzse competitie en werd daar laatste. In 1925 ging de club in de nieuwe opgerichte Berglandse competitie spelen, die uit twee reeksen bestond. Hirschberger SV werd meteen groepswinnaar en won in de finale tegen RSV Hertha 1911 Münsterberg ook de algemene titel. In de Zuidoost-Duitse eindronde werd Hirschberger SV laatste met 0 punten.
Het volgende seizoen eindigde Hirschberger SV samen met SV Silesia Freiburg eerste in de groep en won de finale met 5-0. In de algemene finale moest de club het echter afleggen tegen SV Preußen 1923 Glatz. In 1927/28 was de club intussen gefuseerd met STC Hirschberg en nam ook deze naam over. De club eindigde eerste samen met Waldenburger SV 09 en verloor de wedstrijd om de titel. Na twee magere seizoenen eindigde de club in 1930/31 terug op de tweede plaats. Echter werd de club de volgende twee seizoenen terug laatste.
In 1933 werd de competitie hervormd door de NSDAP. De regionale competities werden ontbonden en vervangen door de Gauliga Schlesien. Geen enkele club uit Bergland kwalificeerde zich hiervoor en enkel de top vier mocht deelnemen aan de Bezirksliga Niederschlesien. Omdat Hirschberg zelfs laatste geworden was moesten zij naar de Kreisklasse. De club werd daar meteen kampioen en kon zich via de eindronde kwalificeren voor de Bezirksliga. De club had geen goede resultaten daar en in 1937 degradeerden de club opnieuw. Na één seizoen promoveerde de club terug. Ze werden in 1939 opnieuw laatste, maar werden gered doordat twee andere clubs zich terugtrokken uit de competitie. Ook in 1940 werd de club laatste en trok zich nu zelf terug uit de competitie. Ze keerden terug in 1942 naar de 1. Klasse Niederschlesien, de tweede klasse onder de Gauliga Niederschlesien en werd nu groepswinnaar. Er werd geen verdere eindronde om de titel gespeeld omdat de competitie ontbonden werd en alle clubs promoveerden.
De Gauliga was in vier reeksen verdeeld en de club werd groepswinnaar van de groep Görlitz en won in de eindronde alle wedstrijden van Breslauer SpVgg 02 en DSVgg 1911 Schweidnitz waardoor de club in het laatste bestaansjaar het grootste succes zou kennen. Ze kwalificeerden zich hierdoor voor de nationale eindronde om de landstitel. In de eerste ronde gaf de club SDW Posen een pak slaag met 7-0, maar in de tweede ronde ging Hirschberg zelf naar de slachtbank, First Vienna FC 1894 won met 5-0.
Na het einde van de oorlog werd Hirschberg een Poolse stad, alle Duitse inwoners werden verjaagd en de voetbalclub werd opgeheven.

## Erelijst
Kampioen Bergland
1926
Gauliga Niederschlesien
1944